# Wyspa Karagińska
Wyspa Karagińska (ros. Карагинский остров) – wyspa w Zatoce Karagińskiej Morza Beringa; w azjatyckiej części Rosji. Jest częścią Kraju Kamczackiego.

## Położenie i budowa
Leży w centralnej części Zatoki Karagińskiej, oddzielona Cieśniną Litkego od wschodniego wybrzeża Kamczatki. Powierzchnia około 2404 km²; zbudowana z trzeciorzędowych skał okruchowych oraz czwartorzędowych law i tufów. Powierzchnia w zachodniej części nizinna, we wschodniej górzysta (Wysokaja 912 m n.p.m.). Brzegi głównie skaliste. Liczne potoki górskie. Najdalej na południe wysuniętym punktem jest Przylądek Kraszeninnikowa.

## Przyroda
Powierzchnia wyspy jest lekko wzniesiona i dobrze odwadniana, pokryta tundrą z połaciami łąk i mszytych bagien. Zbocza wyniosłości porastają zarośla olchowe, a także limby niskopienne. Na brzegach rzek znajdują się zarośla wikliny. Rzadziej zdarzają się laski brzozowe, mające w podszycie olszyny i limby oraz zarośla trzcinnika na rozległych polanach. Ze zwierząt występują w tych zaroślach lisy, sobole i gronostaje, a na obszarach tundrowych - lisy polarne, pardwy górskie, a także przelatujące gęsi i kaczki.